# Geiranger-fjord
A Geiranger-fjord (Geirangerfjorden) fjord Norvégia Sunnmøre tájegységében, Møre og Romsdal megye déli részén található. A Stor-fjord 15 kilométeres oldalága. A végénél fekszik az apró Geiranger falu.

## Turizmus
A fjord az ország egyik leglátogatottabb idegenforgalmi célpontja, és 2005 óta – a Nærøy-fjorddal együtt – a világörökség része. A világörökségi címet veszélyeztetik azok a tervek, amelyek szerint elektromos távvezetékeket vezetnének keresztül rajta.
A Geiranger-fjordot folyamatosan veszélyezteti az Åkerneset hegy, amely bármikor beleszakadhat a vízbe. Egy hegyomlás cunamit válthat ki, amely tíz percen belül több környékbeli települést, köztük Geirangert és Hellesyltet is elérné.
A fjord mentén néhány elhagyott gazdaság található. A Storfjordens venner nevű egyesület végzett rajtuk némi helyreállítást. A leggyakrabban látogatottak közülük Skageflå, Knivsflå és Blomberg. Skageflå gyalog is elérhető Geirangerből, míg a többi csak vízi úton közelíthető meg. A fjordnál számos lenyűgöző vízesés is található.

## Galéria
| - A Hét nővér-vízesés |

## Fordítás
- Ez a szócikk részben vagy egészben a Geirangerfjord című angol Wikipédia-szócikk ezen változatának fordításán alapul.  Az eredeti cikk szerkesztőit annak laptörténete sorolja fel. Ez a jelzés csupán a megfogalmazás eredetét és a szerzői jogokat jelzi, nem szolgál a cikkben szereplő információk forrásmegjelöléseként.